# Coșești (gmina)
Coșești – gmina w Rumunii, w okręgu Ardżesz. Obejmuje miejscowości Coșești, Jupânești, Lăpușani, Leicești, Păcioiu, Petrești i Priseaca. W 2011 roku liczyła 5358 mieszkańców.